# صلاح الیحیائی
صلاح الیحیائی (عربی: صلاح سعيد سالم اليحيائي؛ زادهٔ ۱۷ اوت ۱۹۹۸) بازیکن فوتبال اهل عمان است.
از باشگاه‌هایی که در آن بازی کرده‌است می‌توان به باشگاه ورزشی فنجاء و باشگاه فوتبال ظفار اشاره کرد.
وی همچنین در تیم ملی فوتبال عمان بازی کرده‌است.